# Sudniki (rejon wilejski)
Sudniki (biał. Суднікі, ros. Судники) – wieś na Białorusi, w obwodzie mińskim, w rejonie wilejskim, w sielsowiecie Ilia.

## Historia
W czasach zaborów wieś włościańska w gminie Wiazyń, w powiecie wilejskim, w guberni wileńskiej Imperium Rosyjskiego. W 1866 roku liczyła 141 mieszkańców w 14 domach.
W latach 1921–1945 wieś leżała w Polsce, w województwie wileńskim, w powiecie wilejskim, w gminie Wiazyń.
Według Powszechnego Spisu Ludności z 1921 roku zamieszkiwały tu 264 osoby, 1 była wyznania rzymskokatolickiego, 263 prawosławnego. Jednocześnie 225 mieszkańców zadeklarowało polską, 39 białoruską przynależność narodową. Było tu 48 budynków mieszkalnych. W 1931 w 48 domach zamieszkiwało 246 osób.
Wierni należeli do parafii rzymskokatolickiej w Ilii i prawosławnej w Wiazyniu. Miejscowość podlegała pod Sąd Grodzki w Ilii i Okręgowy w Wilnie; właściwy urząd pocztowy mieścił się w Wiazyniu.
W wyniku napaści ZSRR na Polskę we wrześniu 1939 miejscowość znalazła się pod okupacją sowiecką. 2 listopada została włączona do Białoruskiej SRR. Od czerwca 1941 roku pod okupacją niemiecką. W 1944 miejscowość została ponownie zajęta przez wojska sowieckie i włączona do Białoruskiej SRR.
Od 1991 roku w składzie niepodległej Białorusi.